# Cardiocrinum giganteum
Espèce
Classification APG III (2009)
Synonymes
pour Cardiocrinum giganteum
- Lilium giganteum  Wall.
- Lilium cordifolium subsp. giganteum  (Wall.) Baker

pour Cardiocrinum giganteum var. yunnanense
- Lilium giganteum var. yunnanense   Leichtlin ex Elwes
- Lilium mirabile   Franch.
- Cardiocrinum mirabile   (Franch.) Makino

Cardiocrinum giganteum , le Lis géant de l'Himalaya , est la plus grande espèce de "Lis" ,poussant jusqu'à 3.5 mètres de haut. On le trouve dans l'Himalaya, en Chine et en Birmanie (Myanmar).
Deux variétés sont reconnues
- C. giganteum var. giganteum - jusqu'à plus de 3 mètres de haut, la partie extérieure de la fleur est verdâtre et l'intérieur strié de violet - Tibet, Bhoutan,Assam, Birmanie (Myanmar), Népal, et Sikkim

- C. giganteum var. yunnanense (Leichtlin ex Elwes) Stearn - de 1 à 2 mètres de haut, la partie extérieure de la fleur blanche et l'intérieur strié de rouge violacé - Birmanie (Myanmar), et dans les provinces de Chine  du Gansu, du Guangdong, du Guangxi, Guizhou, du Henan, du Hubei, du Hunan, du Shaanxi, du Sichuan, du Yunnan

## Histoire & culture

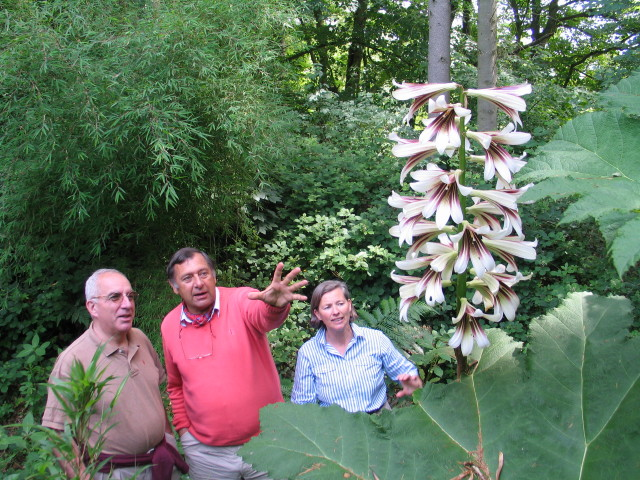
Un Cardiocrinum giganteum var. yunnanense croissant au Jardin Jungle Karlostachys en France

La plante a d'abord été décrite scientifiquement en 1824 par Nathaniel Wallich L'espèce a été introduite dans la production commerciale (Lilium giganteum) en grande-Bretagne dans les années 1850. Un bulbe cultivé à partir de graines collectées par le Major Madden fleurit à Edimbourg en juillet 1852, tandis que celles recueillies par Thomas Lobb ont été exposées pour la première fois en fleurs en Mai 1853.

### Description

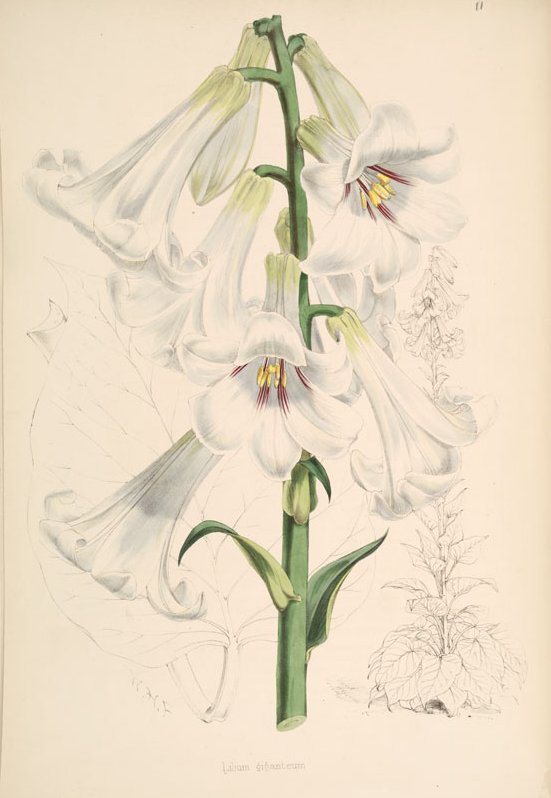
illustration de 1880

Ce lis géant a la floraison estivale spectaculaire et intensément parfumée. Il faut cependant être patient, car le bulbe met souvent plusieurs années à fleurir exhibant alors d'énormes trompettes blanches à plus de 2 m de haut !
Le plus remarquable chez ces lis géants est leur floraison estivale prenant la forme de grappes de fleurs en trompette blanches plus ou moins teintées de vert et maculées de pourpre, au sommet de hampes de 1,50 à 3,50 m de hauteur ! Cette floraison est d'autant plus remarquable qu’il faut l'attendre souvent plusieurs années. À partir de graine, un bulbe met plus de 7 ans pour fleurir.
Les fleurs du ’’Cardiocrinum giganteum’’ sont très parfumées. Après la floraison qui a lieu de juin à août, les lis géants restent décoratifs par leur belle fructification. De grandes capsules déhiscentes et érigées brun clair contiennent de nombreuses graines noires triangulaires. Ces lis sont monocarpiques : leur bulbe épuisé meurt après avoir fleuri. Toutefois, leurs nombreuses bulbilles permettent de pérenniser leur culture. La rusticité des Cardiocrinum est bonne malgré leur aspect exotique. Si le bulbe résiste jusqu'à -15 °C, les parties aériennes sont gélives. Attention aux gelées printanières, car la végétation est précoce.
Cardiocrinum giganteum, le lis géant de l'Himalaya, est l'espèce la plus couramment commercialisée et cultivée au jardin ou en pot. Comme son nom spécifique l'indique, c'est le plus spectaculaire du genre. Il peut dépasser les 3 m pour un étalement de 50 cm lorsqu'il est en fleurs dans son habitat naturel. Il forme une rosette basale de longues et larges feuilles pétiolées , cordiformes vert soutenu brillant. Les hampes florales épaisses et robustes portent des feuilles plus petites et alternes. Elles sont terminées par des inflorescences de dix à vingt fleurs. Les trompettes, légèrement inclinées, mesurent jusqu'à 20 centimètres de longueur. Elles sont blanches ombrées au revers des six tépales récurvées, et maculées de pourpre foncé à la gorge. Elles émettent un délicieux parfum surtout le soir après une chaude journée estivale.
La variété  yunnanense du Lis géant de l'Himalaya (Cardiocrinum giganteum var. yunnanense, syn. Lilium giganteum), plus petite, a des fleurs similaires à l’espèce type, mais teintées de vert et la hampe florale est pourpre foncé.